# Conseil de mise en œuvre de la paix
 (Décembre 2023).
Le Conseil de mise en œuvre de la paix (aussi connue sous son acronyme anglais PIC pour Peace Implementation Council) est un organisme international chargé de mettre en œuvre les Accords de paix de Dayton pour la Bosnie-Herzégovine. Le Conseil a été créé lors d'une conférence de mise en œuvre tenue à Londres, au Royaume-Uni, les 8 et 9 décembre 1995, après l'achèvement des négociations des accords le mois précédent. Le Conseil est en effet la concrétisation, à travers le Haut Représentant international en Bosnie-Herzégovine, qu'il nomme, de la gouvernance de la communauté internationale en Bosnie-Herzégovine après la signature des accords de Dayton. Le contrôle international sur la Bosnie-Herzégovine doit durer jusqu'à ce que le pays soit jugé politiquement et démocratiquement stable et autonome.
Le PIC comprend 55 pays et agences qui soutiennent le processus de paix de différentes manières en l'aidant financièrement, en fournissant des troupes à l'opération EUFOR Althea ou en menant directement des opérations en Bosnie-Herzégovine. Il existe également un nombre fluctuant d’observateurs.
Depuis la conférence de Londres, le PIC s'est réuni à six reprises au niveau ministériel pour examiner les progrès et définir les objectifs de mise en œuvre de la paix pour la période à venir : en juin 1996 à Florence, en Italie ; en décembre 1996 pour la deuxième fois à Londres ; en décembre 1997 à Bonn, en Allemagne, en décembre 1998 à Madrid en Espagne, en mai 2000 et février 2007 à Bruxelles, Belgique.
Le PIC clarifie les responsabilités du Haut Représentant en tant que principal organe de mise en œuvre de la partie civile des Accords de Dayton, telles qu'énoncées à l'annexe 10 desdits Accords. Par exemple, la session de Bonn de 1997 a donné au Bureau du Haut Représentant ce qui sont communément appelés les « pouvoirs de Bonn » pour révoquer les agents publics et les élus qui entravent la mise en œuvre des Accords de Dayton. Le Haut Représentant de 2006 à 2007, Christian Schwarz-Schilling, a utilisé ce pouvoir avec parcimonie pour promouvoir la confiance dans le gouvernement national élu. Cette stratégie a été inversée par le nouveau nommé à ce poste, Miroslav Lajčák, qui a imposé plusieurs décisions dès son premier jour de travail[réf. nécessaire].

## Comité directeur
La conférence de Londres sur la mise en œuvre de la paix a établi le Comité directeur du PIC qui travaille sous la présidence du Haut Représentant en tant que bras exécutif du PIC.
Les membres du comité directeur sont le Canada, la France, l'Allemagne, l'Italie, le Japon, la Russie, le Royaume-Uni, les États-Unis, la présidence du Conseil de l'Union européenne, la Commission européenne et l'Organisation de la Conférence islamique, représentée par la Turquie.
Le comité directeur fournit des orientations politiques au Haut Représentant. À Sarajevo, le Haut Représentant préside les réunions bihebdomadaires des ambassadeurs en Bosnie-Herzégovine des membres du comité directeur. Il se réunit au niveau des directeurs politiques tous les six mois.

## Membres et participants

### États
Albanie
 Allemagne
 Autriche
 Belgique
 Bosnie-Herzégovine
 Bulgarie
 Canada
 Chine (a démissionné en mai 2000)
 Croatie
 Tchéquie
 Danemark
 Égypte
 Espagne
 États-Unis
 Serbie-et-Monténégro (remplacée par la  Serbie)
 Finlande
 France
 Grèce
 Hongrie
 Irlande
 Italie
 Japon
 Jordanie
 Luxembourg
 Macédoine du Nord
 Malaisie
 Maroc
 Pays-Bas
 Norvège
 Oman
 Pakistan
 Pologne
 Roumanie
 Royaume-Uni
 Russie
 Arabie saoudite
 Slovaquie
 Slovénie
 Suède
 Suisse
 Turquie
 Ukraine

### Organisations internationales
Bureau du Haut Représentant international en Bosnie-Herzégovine
Comité d'arbitrage de Brčko (dissous en 1999 après la sentence finale)
 Conseil de l'Europe
  Banque européenne pour la reconstruction et le développement
 Commission européenne
 Comité international de la Croix-Rouge
 Tribunal pénal international pour l'ex-Yougoslavie
 OTAN
 Fonds monétaire international
 OSCE
 ONU
 Haut-Commissariat des Nations unies aux droits de l'homme
 Haut Commissariat des Nations unies pour les réfugiés
 Administration transitoire des Nations unies pour la Slavonie orientale, la Baranja et le Srem occidental (dissoute en janvier 1998)
 Banque mondiale

### Observateurs
Australie
Banque centrale de Bosnie-Herzégovine
 Banque européenne d'investissement
 Estonie
 Saint-Siège
Médiateur des droits de l'homme en Bosnie-Herzégovine
 Islande
 Fédération internationale des Sociétés de la Croix-Rouge et du Croissant-Rouge
Médiateur international pour la Bosnie-Herzégovine
 Organisation internationale pour les migrations
 Lettonie
 Lituanie
 Nouvelle-Zélande
 Liechtenstein
 Afrique du Sud
Pacte de stabilité pour l'Europe du Sud-Est

## Controverses
La question de la légalité de cet organisme a été soulevée à plusieurs reprises par les représentants serbes en Bosnie-Herzégovine. Cette question a de nouveau occupé le devant de la scène politique en Bosnie-Herzégovine lorsque Christian Schmidt a été nommé haut représentant de l'ONU sans résolution correspondante du Conseil de sécurité de l'ONU[réf. nécessaire].

## Voir également
- Groupe de pilotage international pour le Kosovo